# コンピュータ技術者
ここで記述するコンピュータ技術者（コンピュータぎじゅつしゃ）とは、コンピュータソフトウェア技術者を指す。勿論、コンピュータ技術者と言えば、他にも、ハードウェアを開発する技術者など、本来は様々である。

## コンピュータソフトウェア技術者の分類
日本のとある業界の観点では、コンピュータ技術者（コンピュータソフトウェア技術者）を以下のように分類している。あくまでも「日本のとある業界の観点では」であって、以下の記述は、一般的にはなんらの意味もあるようなものではない。
プロジェクトマネージャ (PM)
プロジェクトの責任者。スケジュールの調整や工数の掌握、対外交渉、その他、マネージメントを主業務とする。日本では、略してPMと呼ばれることが多いが、欧米では、PMをプログラムマネージャと称する企業も多い。
システムエンジニア (SE)
システムを企画立案、設計、運用する。システムが円滑に稼働しその目的を果たすよう最善を尽くすことに責任を負う。という定義が一般的だが、実際の職務は、顧客の要求のくみ取りと、マネージメント業務が主で、どちらかと言えば、プロジェクトマネージャに近い。技術や知識よりむしろ、コミュニケーション能力やマネージメント能力が問われる。欧米ではプログラム・マネージャーとソフトウェア・エンジニアのチームが主で、SEと呼ぶ職種はなく、日本独自の呼び名である。
プログラマ
システムエンジニアの設計に基づき、細部の設計 (詳細設計) やプログラミングを行う。自らの設計・開発したプログラムに関して責任を負う。というのが日本での一般的な定義だが、欧米諸国では、システムエンジニアがするとされる要求分析や設計も含めて、プログラマと呼ぶのが主である。
プロジェクトマネージャは、主に、対外的な交渉、開発チームのリソース（エンジニアリソース）の調整、開発工数およびスケジュールを掌握し、エンジニアが効率的に本業に集中できる環境を作ることに専念することによって、プロジェクトを成功へと導く。システムエンジニアは、顧客の要求のくみ取りが主になるが、その他大半はプロジェクトマネージャーとほぼ同じ職務内容である。プログラマはプログラミングを主体とするが、決して単純なコーダーではなく、要求分析からソフトウェアアーキティチャ設計まで行うことも珍しくない。プロジェクトマネージャがマネージメントに専念することに対して、プログラマはテクニカルな部分に専念する。
コンピュータソフトウェア技術者には専門領域によって、様々な呼び方がある。
ITアーキテクト
顧客のヒアリングを行い、それから得られる要求定義に基づき、最適なシステムアーキテクチャを設計する。
ネットワークエンジニア
ネットワークの構築や維持管理、運用を行う。ネットワークのスペシャリストである。
データベースエンジニア
データベースシステムの構築や維持管理、運用を行う。スキーマの設計や、データベースのチューニングなど特別な知識と経験を要する。
オペレータ
コンピュータシステムの運用管理を専門とする。主に計算センターなどに設置された大型コンピュータのオペレータのことを指す。
プラットフォームエンジニア
オペレーティングシステムの移植（ポーティング）やデバイスドライバの開発などをする。ソフトウェア開発、プログラミング知識に加えて、ハードウェアの知識と、オペレーティングシステムの知識が必要である。主に組み込みシステムの分野に多いが、デバイスドライバなどは、一般のPCに組み込まれることも多い。

## 就業形態
日本のとある業界の就業形態について。

### 一般企業の情報システム開発部門
一般企業のシステム部門に就職し、そこで仕事をする形態である。就職先の企業で長期にわたってシステムに関与するため、企画立案などシステム開発の初期段階から携わることも多い。
反面、就職した企業の業務以外に業務知識を得ることが難しい。実際の開発はソフトウェア開発会社に委託するケースが大半のため、システム開発そのものに携わることも稀である。要件の調整や労務管理が主となるため、コンピュータに関する高い専門知識を得ることも困難である。システム部門以外の部署に配置転換される可能性もある。

### ソフトウェア開発会社
ソフトウェア開発を専門とする企業に就職する形態である。この場合は自社内で業務を行う場合と他社に派遣される場合がある。
一般企業から受託する元請と、他のソフトウェア開発会社から下請受託するケースがある。
- 自社内で業務を行う場合

他社から受託、または自社で企画したシステムを開発する。複数の企業の業務を知る必要があり、広い知識を習得することが可能である。反面、プロジェクトの遅れから納期に追われることも多い。
- 他社に派遣される場合

一般企業のシステム開発部門や他のソフトウェア開発会社などに派遣され、派遣先の技術者や他の他社の派遣された技術者とともに業務を行う形態である。派遣先の業務に密接に関わり、他企業の技術者とも交流して人脈を形成することができるため、スキルアップに有利である。反面、場合によっては数ヶ月ごとに派遣先が替わることがあるため、人付き合いの苦手な人には不向きである。
派遣の形態には、労働者派遣、出向、業務委託がある。これらを組み合わせて派遣先からさらに他の派遣先に行くなどの三社間派遣や四社間派遣もあるが、適切な契約・運用がなされていない場合、二重派遣などの問題に発展するケースもある。
派遣契約が終了した場合でも、ソフトウェア開発会社の社員である（特定労働者派遣）ため、自社内の業務も行うことができる。

### 労働者派遣事業者
労働者派遣事業者に登録して一般企業のシステム部門やシステム開発会社などに派遣される形態である。システム開発会社の社員が派遣される場合（特定労働者派遣）と異なり、派遣契約が終了すると収入がなくなる一般労働者派遣のため、次の仕事が見つかるまでの生活費を確保する必要があるが、派遣されている期間は高い収入を得ることも可能な場合がある。（通常は途切れなく仕事に就けるよう派遣業者が対処するが、期間満了を待たずに契約を解除された場合などは収入が途絶えることがある。）